# Чемпіонат світу з кросу 2019
Чемпіонат світу з кросу 2019 був проведений 30 березня в Данії. Містом-господарем змагань виступив Орхус. Траса замагань (довжина кола 2 км) була прокладена у Гойб'єрзі, передмісті Орхуса, навколо археолого-етнографічного музею «Моесгорд».
Орхус отримав від ІААФ право на проведення світової першості 1 грудня 2016.
За регламентом змагань, було розіграно 9 комплектів нагород: по 4 в індивідуальному та командному заліках, а також у змішаній естафеті. Змагання проходили серед дорослих спортсменів та юніорів (до 20 років). Кожна країна могла виставити одну команду в естафеті та до 6 спортсменів у кожному з 4 індивідуальних забігів, а підсумки командної першості у кожній дисципліні підводились за сумою місць трьох кращих з них.

## Чоловіки
| Першість | Золото                                                                                     | Золото                    | Срібло                                                                                   | Срібло                | Бронза                                                                                 | Бронза                |
| -------- | ------------------------------------------------------------------------------------------ | ------------------------- | ---------------------------------------------------------------------------------------- | --------------------- | -------------------------------------------------------------------------------------- | --------------------- |
| Особиста | Джошуа Чептегеї Уганда                                                                     | 31.40                     | Джейкоб Кіплімо Уганда                                                                   | 31.44                 | Джеффрі Камворор Кенія                                                                 | 31.55                 |
| Командна | УгандаДжошуа Чептегеї Джейкоб Кіплімо Томас Аєко Джоел Аєко Альберт Чемутаї Максвелл Ротіч | 20 очок1 2 7 10 (12) (27) | КеніяДжеффрі Камворор Ронекс Кіпруто Річард Ятор Роджерс Квемої Амос Кіруї Еванс Кейтані | 433 6 13 21 (37) (44) | ЕфіопіяСелемон Барега Андамлак Беліху Абді Фуфа Могос Туемай Еньєу Меконнен Бонса Діда | 465 8 15 18 (25) (39) |

| Першість | Золото                                                                                            | Золото                    | Срібло                                                                                   | Срібло               | Бронза                                                                 | Бронза          |
| -------- | ------------------------------------------------------------------------------------------------- | ------------------------- | ---------------------------------------------------------------------------------------- | -------------------- | ---------------------------------------------------------------------- | --------------- |
| Особиста | Мількеса Менгеша Ефіопія                                                                          | 23.52                     | Тадесе Ворку Ефіопія                                                                     | 23.54                | Оскар Челімо Уганда                                                    | 23.55           |
| Командна | ЕфіопіяМількеса Менгеша Тадесе Ворку Цегай Кідану Гебрегевергс Теклай Дінкалем Аєле Гетнет Єтвале | 18 очок1 2 5 10 (11) (21) | УгандаОскар Челімо Хосея Кіплангат Самуель Кібет Метью Чекуруї Ден Чебет Данієль Черотіч | 323 6 9 14 (19) (22) | КеніяЛеонард Бетт Едвін Бетт Самвел Чеполеї Чарльз Локір Клеофас Канді | 344 7 8 15 (18) |

## Жінки
| Першість | Золото                                                                                | Золото                    | Срібло                                                                                  | Срібло              | Бронза                                                                                 | Бронза                |
| -------- | ------------------------------------------------------------------------------------- | ------------------------- | --------------------------------------------------------------------------------------- | ------------------- | -------------------------------------------------------------------------------------- | --------------------- |
| Особиста | Геллен Обірі Кенія                                                                    | 36.14                     | Дера Діда Ефіопія                                                                       | 36.16               | Летесенбет Гідей Ефіопія                                                               | 36.24                 |
| Командна | ЕфіопіяДера Діда Летесенбет Гідей Цегай Гемечу Зенебу Фікаду Фотьєн Тесфай Хаві Фейса | 21 очко2 3 6 10 (11) (17) | КеніяГеллен Обірі Беатріс Чепкоеч Єва Чероно Дебора Самум Ліліан Ренгерук Беатріс Мутаї | 251 7 8 9 (12) (31) | УгандаРейчел Чебет Перут Чемутаї Джульєт Чеквел Естер Чебет Стелла Чесанг Дорін Чесанг | 364 5 13 14 (21) (63) |

| Першість | Золото                                                                                         | Золото                  | Срібло                                                                               | Срібло               | Бронза                                                                              | Бронза                  |
| -------- | ---------------------------------------------------------------------------------------------- | ----------------------- | ------------------------------------------------------------------------------------ | -------------------- | ----------------------------------------------------------------------------------- | ----------------------- |
| Особиста | Беатріс Чебет Кенія                                                                            | 20.50                   | Алеміту Таріку Ефіопія                                                               | 20.50                | Ціге Гебреселама Ефіопія                                                            | 20.50                   |
| Командна | ЕфіопіяАлеміту Таріку Ціге Гебреселама Гірмавіт Гебрзіхаїр Мізан Алем Веде Кефале Меселу Берхе | 17 очок2 3 5 7 (8) (11) | КеніяБеатріс Чебет Бетті Кібет Джаклін Ротіч Лідія Лагат Мерсі Чепкорір Мерсі Джероп | 261 6 9 10 (12) (13) | ЯпоніяКадзама Аюка Хіронака Ріріка Косакай Тіка Дой Хадзукі Сакай Міку Онісі Гікарі | 7214 15 21 22 (29) (33) |

## Змішана естафета
| Першість         | Золото                                                    | Золото | Срібло                                                                  | Срібло | Бронза                                                                   | Бронза |
| ---------------- | --------------------------------------------------------- | ------ | ----------------------------------------------------------------------- | ------ | ------------------------------------------------------------------------ | ------ |
| Кросова естафета | ЕфіопіяКебеде Ендале Боне Челуке Теддесе Лемі Фанту Ворку | 25.49  | МароккоСуф'ян ель Баккалі Каутар Фаркуссі Абделааті Ігідер Рабабе Арафі | 26.22  | КеніяКонсеслус Кіпруто Джарінтер Мвасья Елайджа Манангої Вінфредах Нзіса | 26.29  |

## Медальний залік
| Місце               | Країна              | Золото | Срібло | Бронза | Загалом |
| ------------------- | ------------------- | ------ | ------ | ------ | ------- |
| 1                   | Ефіопія             | 5      | 3      | 3      | 11      |
| 2                   | Кенія               | 2      | 3      | 3      | 8       |
| 3                   | Уганда              | 2      | 2      | 2      | 6       |
| 4                   | Марокко             | 0      | 1      | 0      | 1       |
| 5                   | Японія              | 0      | 0      | 1      | 1       |
| Загалом (5 збірних) | Загалом (5 збірних) | 9      | 9      | 9      | 27      |

## Україна на чемпіонаті
Після перерви довжиною у 9 чемпіонатів, українські кросмени знову взяли участь у світовій першості з кросу. Востаннє до цього Україна була представлена на чемпіонатах світу з кросу 2005 року.
Склад збірної України на чемпіонат був затверджений рішенням виконавчого комітету ФЛАУ.
Участь у чемпіонаті взяли четверо українців. Представниця Київщини Дар'я Михайлова посіла в дорослому жіночому забігу 24-місце (38.41). У змаганнях серед чоловіків Україну представляв житомирянин Василь Коваль — із результатом 38.44 він був на фініші 126-м. В юніорських забігах киянин Василь Сабуняк з результатом 29.01 посів 89-е місце, а волинянка Іванна Кух з часом 24.30 була на фініші 79-ю.